# Sigismond Jaccoud

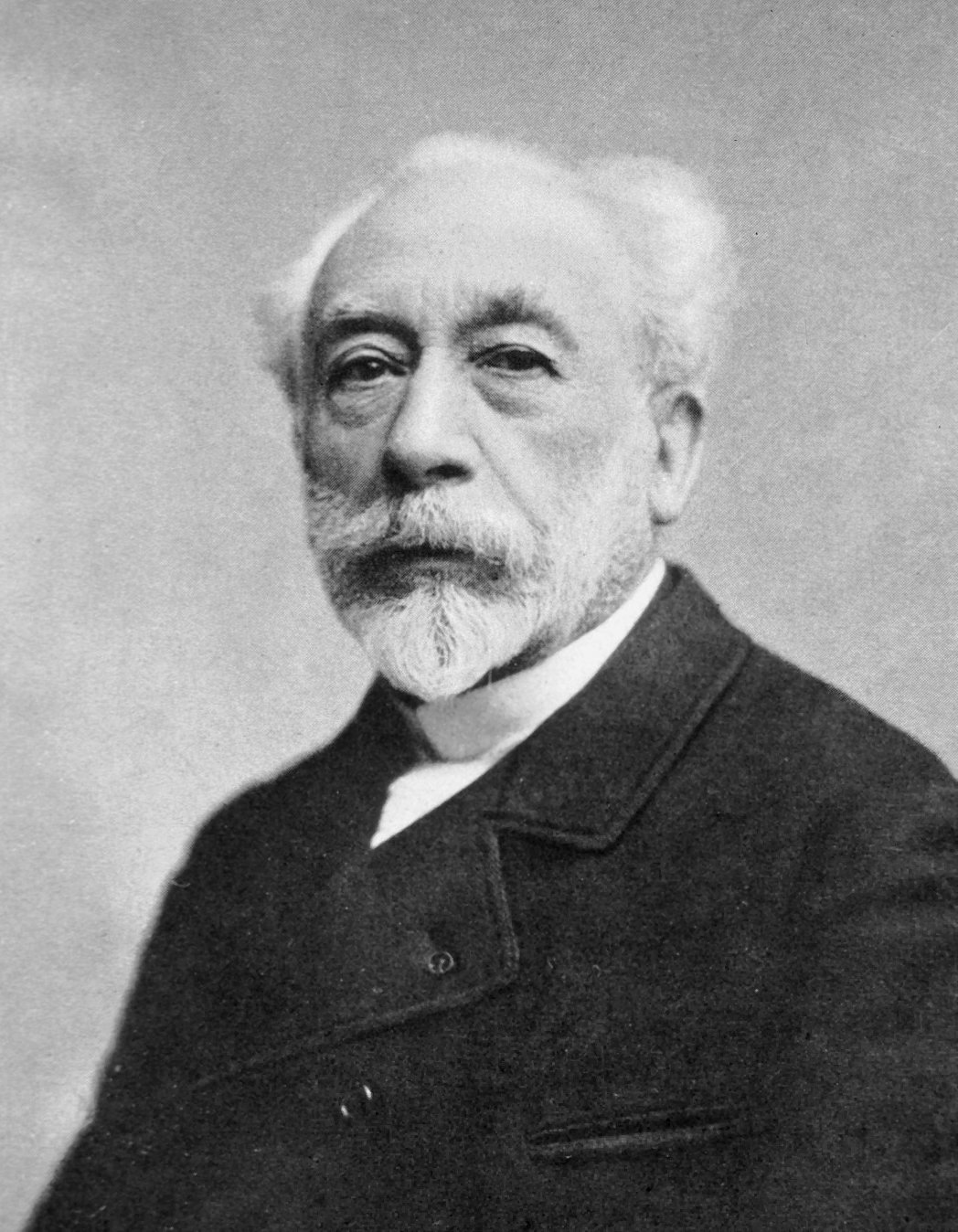
Sigismond Jaccoud

Sigismond François Jaccoud (ur. 29 listopada 1830 w Genewie, zm. 1913 w Paryżu) – szwajcarski lekarz. Studiował medycynę w Paryżu, w 1855 został interne des hôpitaux. W 1860 roku obronił dysertację doktorską, poświęconą patogenezie albuminurii. W 1862 roku został médecin des hôpitaux, rok później był profesorem.
Opisał tzw. artropatię Jaccouda, zapalenie stawów występujące w przebiegu tocznia rumieniowatego układowego.

## Wybrane prace
- Des conditions pathogéniques de l'albuminurie. Thése de doctorat. Paris. 1860: 1-160
- De l’humorisme ancien comparé à l’humorisme moderne. Thesis for agrégé, 1863.
- Traité de pathologie interne. 3 vol. Paris, Adrien Delahaye et Émile Lecrosnier. 1883: 1-911, 1-929, 1-975
- Leçons de clinique médicale faites a l'hôpital de la Charité. Paris, Adrien Delahaye, 1867: 1-877, spec 598-616.
- Leçons de clinique médicale faites a l'hôpital Lariboisière. Paris, Adrien Delahaye, 1874: 1-843.
- Lecons de clinique médicale faites a l'hôpital de la Pitié. Paris, Adrien Delahaye et Émile Lecrosnier, 1888: 1-315.
- Curabilité et traitement de la phthisie pulmonaire.